# Kristian Elschek
Kristian Elschek (Pozsony, 1956. november 20.) szlovák régész.

## Élete
Oskár Elschek (1931) etnomuzikológus professzor és Alica Elscheková etnomuzikológus gyermeke. Gyermekei Edgár és Kristína.
1984-ben végzett a Comenius Egyetemen. 1986-tól egyetemi kisdoktor. 1998-tól a tudományok kandidátusa. 2010-ben habilitált.
1985-1988 között az akkori Műemlékvédelmi Hivatalban dolgozott. 1985-ben, illetve 1988 óta a SzTA Régészeti Intézetének munkatársa.
1988-1993 között a pozsonyhidegkúti villa rustica-t, illetve a zohori germán fejedelmi kamrasírt is ő ásatta. 1994-től több nagykiterjedésű lelőhelyet ásott, főként az Erdőháti-alföldön, többek között Detrekőcsütörtökön, Dévényújfalun, Gajaron, Lábon, Lozornón, Malackán, Pozsonyzávodon és Zohoron.
1997-1998-ban Belgiumban, majd Hollandiában volt tanulmányúton. Néhány tankönyv és enciklopédikus sorozat társszerzője. 

## Elismerései
- 2011 Pamiatky a múzeá 2010. év lelete[2]

## Művei
- 1994 Slovakia and Slovaks (tsz.)
- 2002 Tabula Imperii Romani. Krakow. (tsz.)
- 2007 Záchranný výskum v Hurbanove. AVANS 2005, 56-59. (tsz. Březinová, G. - Ratimorská, P.)
- 2010 Záchranné archeologické výskumy v r. 1995 a 2008–2010 v Zohori, okr. Malacky – Germánsky kniežací hrob z doby rímskej, o polykultúrne archeologické nálezisko v Zohori.
- 2012 Römisches Baumaterial, Dachziegeln und Ziegeln vom Záhorie-Gebiet und aus Zohor (Westslowakei). Zborník SNM CVI - Archeológia 22, 259-265.
- 2013 Zohor – Ein neues Fürstengrab der "Lübsow-Gruppe" und Brandgräber mit Edelmetallbeigaben aus Zohor (Westslowakei). In: Hardt, M. – Heinrich–Tamáska, O. (Hrsg.): Macht des Goldes, Gold der Macht. Weinstadt, 91–124.
- 2014 Zohor v dobe rímskej. In: Balázs Komoróczy (ed.): Sociální diferenciace barbarských komunit ve světle nových hrobových sídlištních a sběrových nálezů. Brno.
- 2015 Eine neue germanische Siedlung und römisch-germanische Niederlassung (?) von Stupava-Mást (Westslowakei). Vorbericht. Slovenská archeológia 63/1, 63-114. (tsz. S. Groh - E. Kolníková)
- 2015 Keramik von „Römisch-germanischen“ Niederlassungen in Bratislava-Dúbravka und Stupava-Mást (Westslowakei). Zborník SNM 109 - Archeológia 25, 315-338.
- 2016 Laténske a rímske mince zo Zohora na západnom Slovensku - Príspevok k problematike laténskeho a germánskeho osídlenia Pomoravia. Numismatický sborník 28/2, 171-204. (tsz. Eva Kolníková)
- 2016 Neue römische Funde vom germanischen Fürstensitz in Zohor, Westslowakei. In: Archäologie zwischen Römern und Barbaren. Bonn, 261-269.